# (38614) 2000 AA113
2000 AA113 (asteroide 38614) é um asteroide troiano de Júpiter. Possui uma excentricidade de 0.02541890 e uma inclinação de 17.19236º.
Este asteroide foi descoberto no dia 5 de janeiro de 2000 por LINEAR em Socorro.